# Austrolebias cinereus
Austrolebias cinereus är en fiskart som först beskrevs av Amato, 1986.  Austrolebias cinereus ingår i släktet Austrolebias och familjen Rivulidae. IUCN kategoriserar arten globalt som akut hotad. Inga underarter finns listade.